# Palacio Municipal (Comayagua)
El Palacio Municipal o la Alcaldía de Comayagua es el edificio que alberga el gobierno municipal de Comayagua, Honduras. Fue construido entre 1880 y 1881 en un estilo neoclásico diseñado por el ingeniero Federico Fiallos. El edificio tiene dos plantas con oficinas y el salón municipal, donde se realizan cabildos abiertos y otros eventos comunitarios.

## Historia
Anteriormente donde se encuentra el palacio estaba el antiguo cabildo de la ciudad el cual fue demolido para dar inicio a la a la construcción del palacio el cual Inicio en 1880 con los diseños del ingeniero Federico Fiallos. El diseño del palacio es neoclásico inspirado en un palacio de Bélgica que Fiallos venía de visitar. El palacio luego fue inaugurado en 1881 contando con dos plantas y desde entonces ha servido como la sede del gobierno municipal de Comayagua. En 1979 el edificio sufrió una gran remodelación que demolió toda la estructura salvo la fachada frontal la cual mejoró sus instalaciones. La decisión de demolición fue del gobierno municipal de entonces que tenía deseos de modernizar la estructura.